# Alberto Vicente Lombardi
Alberto Vicente Lombardi (Lanús, 9 de junio de 1925-27 de mayo de 2017) fue un militar argentino, perteneciente a la Armada, que alcanzó el grado de capitán de navío. Se desempeñó como gobernador de facto de la provincia de San Juan entre abril de 1976 y octubre de 1978.

## Biografía
Nació en Lanús (provincia de Buenos Aires) en 1925. Asistió a la Escuela Naval Militar, de donde egresó como guardiamarina en 1944, como parte de la promoción 75. Perteneciente a la rama de la Infantería de Marina, pasó a retiro en mayo de 1976 con el grado de capitán de navío.
Fue profesor de inteligencia en la Escuela de Guerra Naval y en el Colegio Interamericano de Defensa, con sede en Washington D. C. (Estados Unidos). Entre 1974 y 1975 fue agregado naval de Argentina ante la Organización de Estados Americanos en la capital estadounidense.
En abril de 1976, el gobierno de facto autodenominado «Proceso de Reorganización Nacional» lo designó gobernador de la provincia de San Juan, mediante el Decreto 119/1976 firmado por Jorge Rafael Videla. Su gabinete estuvo integrado por el capitán de navío Jorge R. Pérez Ruedi como ministro de Gobierno (luego reemplazado por el capitán de navío José Romeo Escobar), el ingeniero Luis María S. Aróstegui como ministro de Economía y el coronel Carlos Patricio Moreno como ministro de Bienestar Social (luego, el coronel Jorge A. de Oro Sánchez).
Durante su mandato, creó una Dirección de Deportes, Recreación y Turismo Social dependiente del Ministerio de Bienestar Social provincial. Se continuaron con las obras relativas a la represa Ullum y la catedral de la ciudad de San Juan, con recursos del gobierno nacional. En noviembre de 1977 ocurrió el terremoto de Caucete con pérdidas humanas e importantes daños materiales, sin grandes actuaciones al respecto. La provincia sufrió el terrorismo de Estado de la dictadura militar, con un pico de desaparecidos en octubre de 1976. Renunció a la gobernación a fines de octubre de 1978.
En 1979 fue designado representante de la Armada Argentina en el directorio de la Corporación del Mercado Central de Buenos Aires.
Falleció en mayo de 2017, a los 91 años.